# UFC 69
UFC 69: Shootout è stato un evento di arti marziali miste tenuto dalla Ultimate Fighting Championship il 7 aprile 2007 al Toyota Center di Houston, Stati Uniti d'America.

## Retroscena
Rogert Huerta avrebbe dovuto affrontare Alvin Robinson, ma quest'ultimo fu indisponibile a pochi giorni dall'evento e venne sostituito con Leonard Garcia.
Durante l'evento Dana White annunciò l'acquisto da parte dell'organizzazione dell'ex campione dei pesi massimi Pride Antônio Rodrigo Nogueira.

## Risultati

### Card preliminare
- Incontro categoria Pesi Welter:  Luke Cummo contro  Josh Haynes

Cummo sconfisse Haynes per KO (pugno) a 2:45 del secondo round.
- Incontro categoria Pesi Welter:  Marcus Davis contro  Pete Spratt

Davis sconfisse Spratt per sottomissione (ankle lock) a 2:57 del secondo round.
- Incontro categoria Pesi Medi:  Thales Leites contro  Pete Sell

Leites sconfisse Sell per decisione unanime (30–27, 30–27, 30–27).
- Incontro categoria Pesi Massimi:  Heath Herring contro  Brad Imes

Herring sconfisse Imes per decisione unanime (30–27, 30–27, 30–27).

### Card principale
- Incontro categoria Pesi Medi:  Kendall Grove contro  Alan Belcher

Grove sconfisse Belcher per sottomissione (strangolamento D'Arce) a 4:37 del secondo round.
- Incontro categoria Pesi Medi:  Mike Swick contro  Yushin Okami

Okami sconfisse Swick per decisione unanime (29–28, 29–28, 30–27).
- Incontro categoria Pesi Leggeri:  Roger Huerta contro  Leonard Garcia

Huerta sconfisse Garcia per decisione unanime (30–27, 30–27, 30–27).
- Incontro categoria Pesi Welter:  Diego Sanchez contro  Josh Koscheck

Koscheck sconfisse Sanchez per decisione unanime (30–27, 30–27, 30–27).
- Incontro per il titolo dei Pesi Welter:  Georges St-Pierre (c) contro  Matt Serra

Serra sconfisse St-Pierre per KO Tecnico (Sottomissione ai pugni) a 3:25 del primo round e divenne il nuovo campione dei pesi welter.